# Retrat d'un pintor
El Retrat d'un pintor és en realitat el Retrat de Jorge Manuel Theotocópuli, l'únic fill d'El Greco. Aquest retrat consta amb el número 158 en el catàleg raonat d'obres d'El Greco, fet per Harold Wethey.

## Temàtica de l'obra
Jorge Manuel Theotocópuli, l'únic fill d'El Greco, va aprendre l'ofici de pintor treballant al taller del seu pare. A partir de l'any 1607, va començar a elaborar treballs independents, com el retaule de Titulcia, seguint el manierisme del seu progenitor, però desenvolupant-lo en un estil personal, tot i que la seva qualitat com a pintor va ser sempre notablement inferior a la del seu pare.
Jorge Manuel es reconeix perquè el seu rostre és el d'un dels personatges de La Mare de Déu de la Caritat, a Illescas, fet que va provocar que els administradors d'aquest Santuari remarquessin que a aquesta obra hi apareixia el "sobrino" d'El Greco. ("sobrino" era aleshores un eufemisme per a "fill natural")

## Anàlisi de l'obra
Signat amb lletres cursives gregues: doménikos theotokópoulos e'poíei.; 74 x 51,5 cm.; 1597 circa; Museu de Belles Arts de Sevilla.
El personatge porta un vestit negre amb un escarolat i punys blancs. El fons és verdós, sobre una emprimació marró-rojenca. Manuel B. Cossío remarca l'esbelta elegància d'aquest personatge, la distingida naturalitat en la disposició de les mans: la dreta amb el pinzell i l'esquerra amb el feix de pinzells i la paleta, on només hi ha cinc colors. Però el que més sorprèn a aquest autor és la plenitud de vida intel·lectual que li il·lumina el rostre del noi retratat. Josep Gudiol comenta que aquest retrat és un dels més vivaços d'El Greco, i que l'enorme escarolat que porta Jorge Manuel era propi de la moda a l'època de Felip III.

## Procedència
- Serafín Garcia de la Huerta, Madrid.
- Galerie Espagnole, Louvre, París (1838, núm. 260)
- Louis Philippe (venda a Christie's, 1853, núm. 24);
- Antoni d'Orleans (duc de Montpensier); Palacio de San Telmo, Sevilla
- llegat al Museu de Belles Arts de Sevilla l'any 1897.